# Dobra (Hunyad megye)

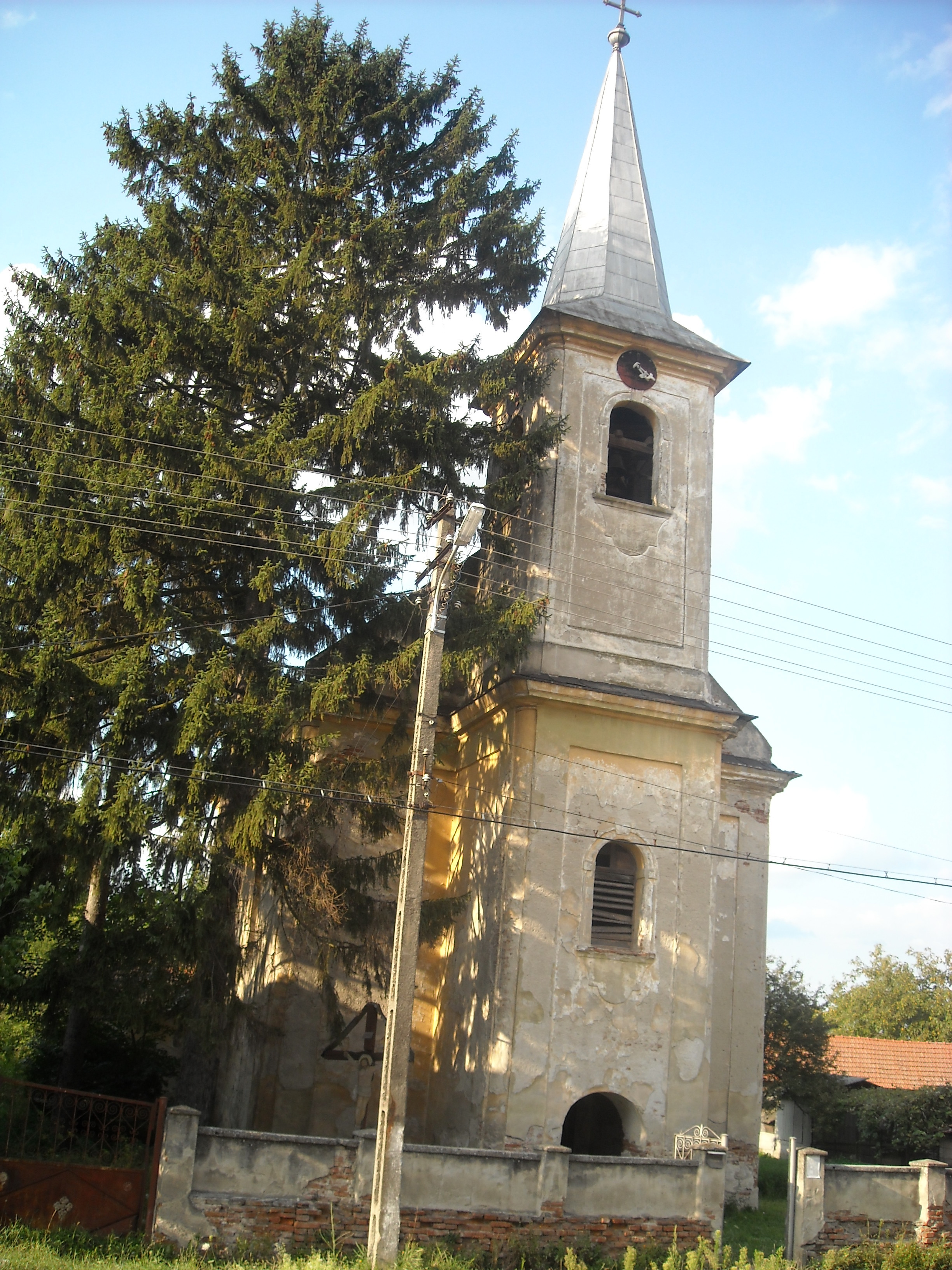
A római katolikus templom

Dobra (Hunyaddobra) falu Romániában, Erdélyben, Hunyad megyében.

## Fekvése
Dévától 28 km-re nyugatra, a Maros bal partján fekszik. A község határának 47%-a erdő.

## Nevének eredete
Neve először Iwfiw ('Jófű', de inkább 'Jófő') alakban került lejegyzésre 1387-ben. A Jófő és Jófű névalakok egészen a 18. század elejéig jelennek meg az oklevelekben, Dobra-ként való első említése csak 1733-ból való. Magyar nevében az összetétel egy Jó nevű patak forrására vonatkozhatott. Ha ez az elsődleges, akkor a jó eredetileg egyszerűen 'vízfolyás'-t jelenthetett. Ebben az esetben egy szláv nyelvű lakosság ezt félreértette. Ha a szláv eredetű mai név az elsődleges (dobra nőnemű melléknév jelentése 'jó'), akkor a korábban használt magyar név ennek tükörfordítása.

## Története
A 15. században kapott vásártartási jogot és 1491-től mezővárosként említették. 1653-ban II. Rákóczi György lovaskatonaként szolgáló lakói miatt privilégiumokkal látta el. 1660 után bánáti nemesek költöztek ide a török elől. I. Apafi Mihály oklevele 1664-ben kivonta Déva várának fennhatósága alól. 1683-ban, Bécs ostromából hazatérőben itt táborozott Apafi. Lakói már a 17. században is határőri feladatokat láttak el. 1716-ig az Abucsánál Facset felé elágazó utat védték.
A dobraiak 1716 után is adómentességet élveztek és nem végeztek robotot. Környékének lakói 1721-ben fellázadtak a Habsburg-közigazgatás intézkedései ellen és rövid időre megszállták a kis dobrai erődöt. Az 1760-as években a székely határőrezredhez csatolták, de férfi lakóinak csak egy részét kötelezték katonai szolgálatra. Ettől kezdve lakossága határőrökre és civilekre (ún. „provinciálisokra”) oszlott. A 18. század második és a 19. század első felében huszárlaktanya működött benne, melynek épületét később vendégfogadóvá alakították. 1733-ban ortodox esperesség székhelye volt. 1776-ban római katolikus plébániát szerveztek benne, amely 1848 után körlelkészségként működött és nyelveként a magyar mellett a románt is feltüntették a sematizmusokban. 1783 előtt már görögkatolikus népiskolája működött, de román lakói később visszatértek az ortodox hitre. 1786-ban mindössze 180-an lakták és 99%-uk a mezőgazdaságból élt. 1857-re azonban visszanyerte egykori szerepét, a nem mezőgazdasági népesség aránya elérte a 21%-ot. A 20. századig a környék egyik kézműves központja volt, jelentős állatvásárokkal és szilvatermesztéssel. A 20. század elejéig zöld mázas edényeket valamint virágos, előrészükön hímzett, ünneplő bundákat készítettek benne, amelyeken a sötétvörös, a fekete és a kék szín dominált. Dobrán a XX. sz. elejéig zöld mázas edényeket készítettek, valamint virágos, ünneplő kozsokokat, sötétvörös-fekete-kék dominanciával, amelyeknek elejét teljes egészében hímzés díszítette1849 februárjában a honvédek 17 lakosát kivégezték. 1884-ben gyógyszertára nyílt. 1898-ban alakult meg benne a Grănicerul ('Határőr') népbank. A 20. század közepéig a Dobra-patakon több vízimalom is működött.
Az erdélyi románság politikai passzivitásának látványos feladását jelentette, amikor 1903. június 6-án a dobrai választókerületben időközi választáson országgyűlési képviselővé választották Aurel Vlad szászvárosi ügyvédet, a Román Nemzeti Párt jelöltjét. Milch Oszkár 1906-ban fajátékgyárat alapított benne. 1914-ben hozzácsatolták Guradobrát. Római katolikus egyháza 1934 óta Déva filiája.

## Népessége
- 1850-ben 696 lakosából 664 volt román, 14 cigány, 11 német és 7 magyar nemzetiségű; 678 ortodox és 16 római katolikus vallású.
- 1900-ban 1362 lakosából 1157 volt román, 96 magyar és 57 szlovák anyanyelvű; 1101 ortodox, 106 görögkatolikus, 95 római katolikus, 39 zsidó és 8 református vallású.
- 2002-ben 1473 lakosából 1439 volt román, 19 cigány és 15 magyar nemzetiségű; 1279 ortodox, 124 pünkösdista, 30 baptista és 26 görögkatolikus vallású.

## Látnivalók
- Római katolikus temploma 1776-ban épült.
- A volt szolgabírói hivatal 19. századi épülete a Str. Lugojului 2. sz. alatt.
- Zsidó temető.[6]

## Gazdasága
Míg korábban mész- és tejfeldolgozó üzeme is működött, ma több faipari vállalkozás és egy bentonitbánya és -feldolgozó képviseli az ipart a településen.

## Ismert emberek
Guradobrán született 1904-ben Márton A. Géza erdélyi magyar agrármérnök, mezőgazdasági szakíró, főiskolai oktató és rektor.

## Képek

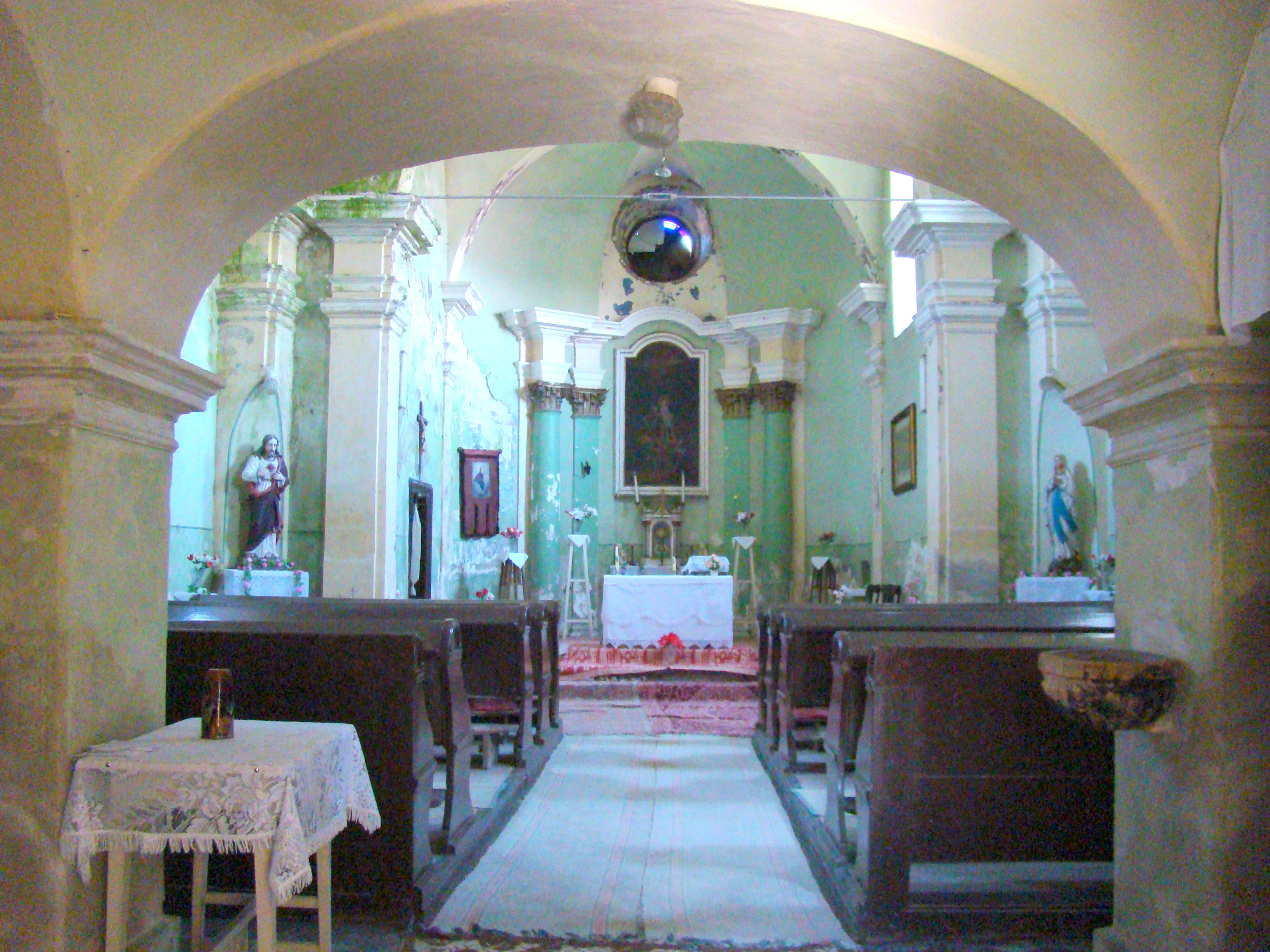
A római katolikus templom belseje
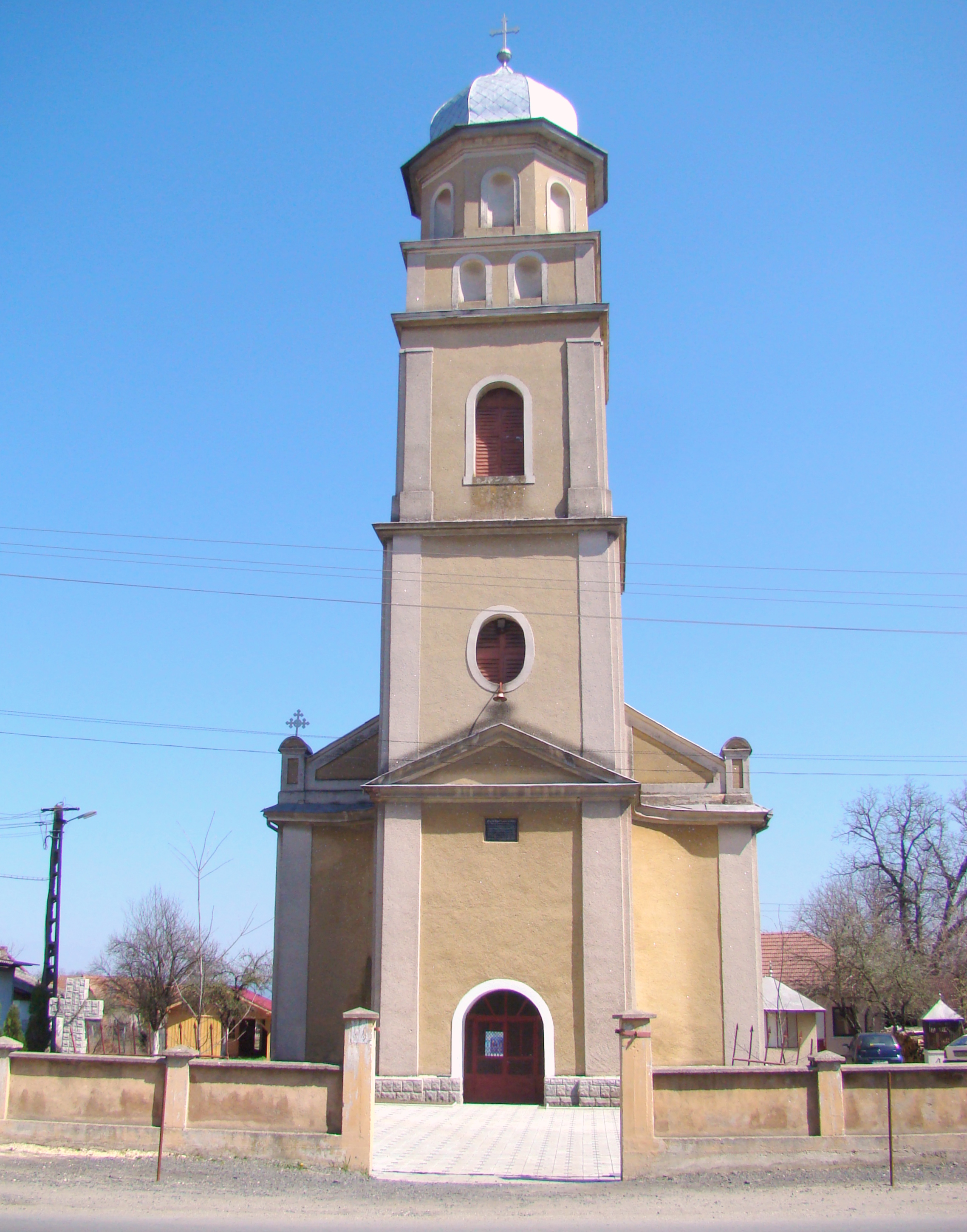
Az ortodox templom
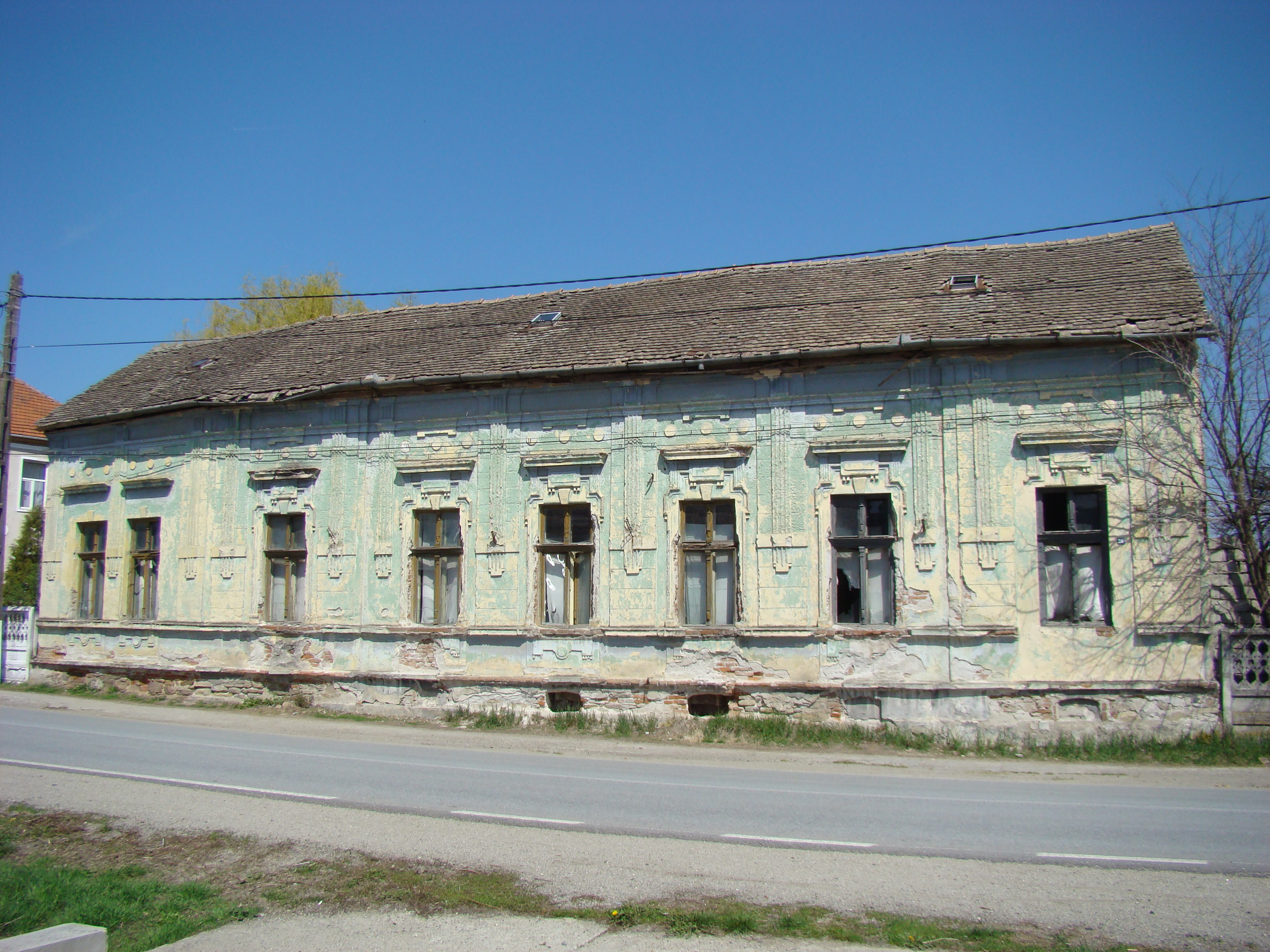
A volt szolgabírói hivatal
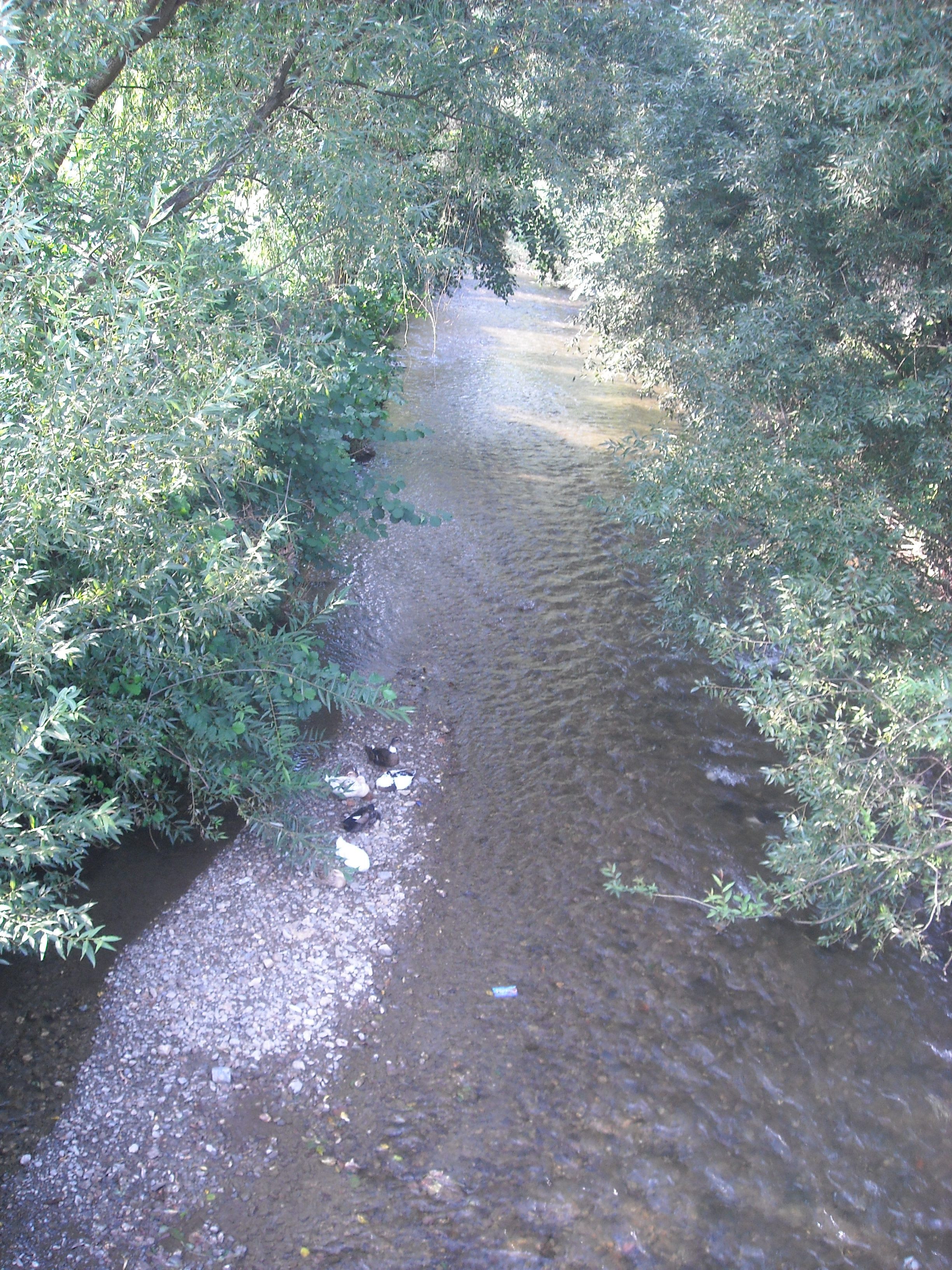
A patak
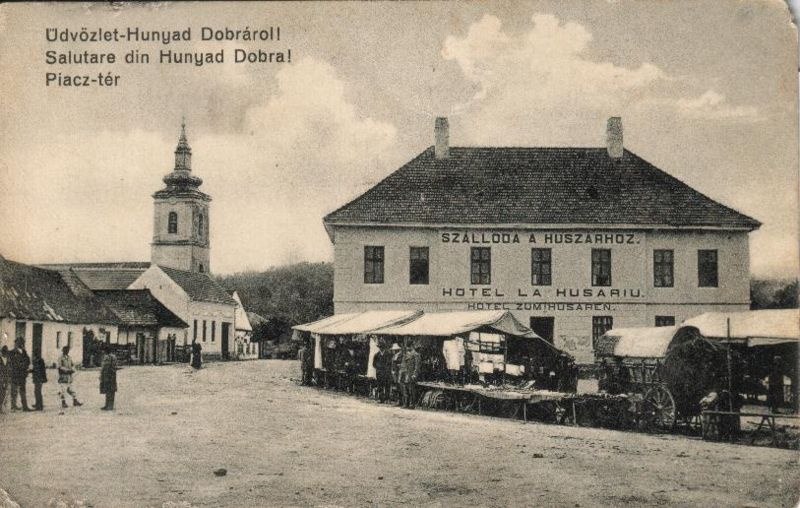
A huszárkaszárnyából átalakított vendégfogadó a hetipiac napján, 1920-ban (korabeli levelezőlap)